# Козинцы (Тростянецкий район)
Козинцы (укр. Козинці) — село на Украине, находится в Тростянецком районе Винницкой области.
Код КОАТУУ — 0524180803. Население по переписи 2001 года составляет 747 человек. Почтовый индекс — 24351. Телефонный код — 4343.
Занимает площадь 3,5 км².

## Адрес местного совета
24350, Винницкая область, Тростянецкий р-н, с. Верховка, ул. Комсомольская, 50